# 第45回国民体育大会
第45回国民体育大会（だい45かいこくみんたいいくたいかい）は、1990年に開催された国民体育大会である。冬季大会（スケート・アイスホッケー競技）のテーマは「もりおか国体」、冬季大会（スキー競技）のテーマは「おおわに国体」、夏季・秋季大会のテーマは「とびうめ国体」、スローガンは「ときめき 出会い みなぎる力」。
外国籍大学生の参加が認められたのは本大会からである。

## 大会概要
| 季    | 期間                      | 開催地                 | 競技数 | 参加者数 |
| ----- | ------------------------- | ---------------------- | ------ | -------- |
| 冬    | 1990年1月28日 - 1月31日   | 岩手県盛岡市・滝沢村   | 2      | 2,111    |
| 冬    | 1990年2月20日 - 2月23日   | 青森県大鰐町・碇ヶ関村 | 2      | 2,169    |
| 夏    | 1990年9月9日 - 9月12日    | 福岡県（5市町）        | 5      | 5,325    |
| 秋    | 1990年10月21日 - 10月26日 | 福岡県                 | 33     | 20,460   |
| 合 計 | 合 計                     | 合 計                  | 42     | 30,065   |

## 冬季大会

### スケート・アイスホッケー競技会
第45回国民体育大会冬季大会スケート競技会・アイスホッケー競技会は、1月28日～1月31日に岩手県盛岡市、滝沢村（現滝沢市）で開催された。テーマは「もりおか国体」、スローガンは「燃えたぎる力と技を今ここに」。

#### 実施競技・会場一覧
| 競技名         | 競技名         | 競技名             | 会場地               | 会場                                   |
| -------------- | -------------- | ------------------ | -------------------- | -------------------------------------- |
| スケート       | スピード       |                    |                      |                                        |
| スケート       | フィギュア     |                    | 盛岡市               | 岩手県営スケート場、盛岡アイスアリーナ |
| スケート       | フィギュア     | 滝沢村（現滝沢市） | 岩手産業文化センター |                                        |
| アイスホッケー | アイスホッケー |                    | 盛岡市               | 岩手県営スケート場、盛岡アイスアリーナ |
| アイスホッケー | アイスホッケー | 滝沢村（現滝沢市） | 岩手産業文化センター |                                        |

### スキー競技会
第45回国民体育大会冬季大会スキー競技会は、2月16日～2月19日に青森県大鰐町、碇ヶ関村（現平川市）で開催された。テーマは「おおわに国体」、スローガンは「白銀の津軽に輝け君の汗　　大鰐国体」。

#### 実施競技・会場一覧
- スキー - 青森県大鰐町　滝ノ沢ジャンプ台　他
- バイアスロン - 青森県碇ヶ関村　碇ヶ関村特設会場

## 夏季大会

### 実施競技
本大会から、水泳競技においてシンクロナイズドスイミングを正式種目として実施した。
- 水泳
- 漕艇
- ヨット
- カヌー

## 秋季大会

### 実施競技
国体史上初めて山岳競技で人工登はん会場が使われた。
- 陸上競技
- サッカー
- スキー
- テニス
- ホッケー
- ボクシング
- バレーボール
- 体操
- バスケットボール
- スケート
- アイスホッケー
- レスリング
- ウェイトリフティング
- ハンドボール
- 自転車競技
- ソフトテニス
- 卓球
- 軟式野球
- 相撲
- 馬術
- フェンシング
- 柔道
- ソフトボール
- バドミントン
- 弓道
- ライフル射撃
- 剣道
- ラグビー
- クレー射撃
- 高校野球（公開競技）
- 山岳競技
- アーチェリー
- 空手道
- 銃剣道
- なぎなた
- ボウリング

## 主な競技会場
- 夏季・秋季大会
  - 東平尾公園博多の森陸上競技場
  - 福岡市九電記念体育館
  - 平和台野球場
  - 福岡県立美術館
  - 脊振山系
  - 北九州市立本城陸上競技場
  - 北九州市立総合体育館
  - 北九州市 文化記念プール
  - 九州国際大学体育館
  - 福岡県立門司北高等学校グラウンド
  - 久留米競輪場
  - 福岡県立久留米総合スポーツセンター体育館
  - 遠賀川漕艇場[3]

## 総合成績

### 天皇杯
- 1位 - 福岡県
- 2位 - 大阪府
- 3位 - 東京都

### 皇后杯
- 1位 - 福岡県
- 2位 - 大阪府
- 3位 - 東京都

## 事件
- とびうめ国体秋季日程初日の開会式会場に開催反対派のデモ隊と警察官が衝突し、開催反対派のデモ隊の一部が暴徒化され警察に逮捕された。